# Клімов Анатолій Якович
Анатолій Якович Клімов (рос. Анатолий Яковлевич Климов; 2 вересня 1898 — 19 лютого 1970) — радянський дипломат та розвідник. Консул СРСР у Львові. Кандидат історичних наук (1945).

## Біографія
Народився 2 вересня 1898 року. У 1915 році закінчив реальне училище в Тюмені (1908—1915), Східний інститут у Владивостоці (1915—1920, з перервою), східний відділ Військової академії РСЧА (1921—1923). Володів англійською та китайською мовами.
У 1916—1918 — член партії єсерів, перебував у нелегальному робочому гуртку при Дальзавод. У Владивостоці — член президії, товариш голови, голова Центрального бюро профспілок (грудень 1918 — квітень 1919), з квітня 1919 перебував на нелегальному становищі, з серпня того ж року — в ув'язненні в колчаківської в'язниці (серпень 1919 — січень 1920).
Секретар обкому Приморської області у Владивостоці і Читі (вересень 1920 — лютий 1921), секретар Далекосхідного секретаріату Комінтерну в Іркутську (лютий — листопад 1921), був відряджений до повпредства СРСР в Пекіні для стажування від Військової академії РСЧА (червень 1922 — січень 1923). Завідувач відділом партійного життя газети «Червоний прапор» у Владивостоці (серпень 1923 — січень 1925), учасник III конгресу Комінтерну (1924).
Розвідник у Китаї — військовий радник 2-й народної армії, консул в Шанхаї і Калгані (січень 1925 — травень 1927), 1-й секретар повпредства СРСР в Монголії (травень 1927 — грудень 1929).
Працював і навчався в Міжнародному аграрному інституті та Інституті червоної професури, секретар Тихоокеанського секретаріату профспілок у Владивостоці під прізвищем Арвіс (січень 1930 — жовтень 1931).
В розпорядженні РУ штабу РСЧА, в закордонному відрядженні (жовтень 1931 — жовтень 1932), помічник начальника 2-го (агентурного) відділу (жовтень 1932 — жовтень 1933), у розпорядженні цього ж управління.
Відповідальний референт по Монголії і Туве у 2-му східно-політичному відділі НКЗС СРСР (жовтень 1933 — липень 1935), директор контори Совсінторга в Кашгарі, Західний Китай (липень 1935 — лютий 1937), консул СРСР у Львові (лютий 1937 — Лютий 1939).
Інструктор Головного управління навчальних закладів (лютий 1939 — вересень 1941), старший науковий співробітник Тихоокеанського інституту АН СРСР (вересень 1941 — серпень 1947), старший викладач Інституту сходознавства в Москві (вересень 1947 — травень 1948).
Репресований у травні 1948 року. Перебував в ув'язненні, 04.12.1948 засуджений до восьми років ВТТ. Звільнений 15 червня 1954 року достроково, у зв'язку з припиненням справи за недостатністю доказів. Реабілітований.
З лютого 1955 — персональний пенсіонер.